# Leslie Boyce
Pour les articles homonymes, voir Boyce.
Leslie Boyce est un homme d'affaires et homme politique conservateur britannique né le 9 juillet 1895 et mort le 30 mai 1955. Il est député à la Chambre des communes de 1929 à 1945 pour la circonscription de Gloucester, puis lord-maire de Londres de 1951 à 1952.

## Biographie
Harold Leslie Boyce naît le 9 juillet 1895 à Taree, dans la colonie de Nouvelle-Galles du Sud. Il est scolarisé à la Sydney Grammar School (en).
Durant la Première Guerre mondiale, Boyce s'engage en 1915 dans la Force impériale australienne. Promu lieutenant dans le 27e bataillon après avoir combattu en Égypte et à Gallipoli, il est grièvement blessé sur le front de l'Ouest en juillet 1916 et doit être rapatrié en Grande-Bretagne, puis en Australie.
Après la fin du conflit, Boyce a l'opportunité d'étudier l'histoire moderne au Balliol College de l'université d'Oxford. Il est appelé au barreau de l'Inner Temple en 1922 et se spécialise dans le droit commercial. Il conseille également les délégués australiens à la Société des nations. Installé dans le Gloucestershire, il devient en 1931 le président de la Gloucester Railway Carriage and Wagon Company (en), une entreprise de construction de matériel roulant ferroviaire dont il redresse les finances vacillantes.
Lors des élections générales britanniques de 1929, Boyce est le candidat du Parti unioniste dans la circonscription de Gloucester. Il est élu avec 493 voix d'avance sur le travailliste Henry Nixon (en). Il est réélu en 1931 et 1935, mais perd son siège lors du raz-de-marée travailliste de 1945 au profit de Moss Turner-Samuels (en).
Boyce exerce également les charges de haut-shérif du Gloucestershire (en) (1941-1942), alderman du ward londonien de Walbrook (1942-1954), shérif de la Cité de Londres (1947-1948) et lord-maire de Londres (1951-1952). Il est le premier détenteur de ce dernier poste à être natif d'un dominion de l'empire britannique. Son mandat le voit notamment décerner la liberté de la cité de Londres au premier ministre australien Robert Menzies.
Anobli en 1952, Boyce est titré baronnet Boyce de Badgeworth dans le comté de Gloucester. Il meurt d'une insuffisance cardiaque le 30 mai 1955 au Gloucestershire Royal Hospital (en).